# Нова заповідь

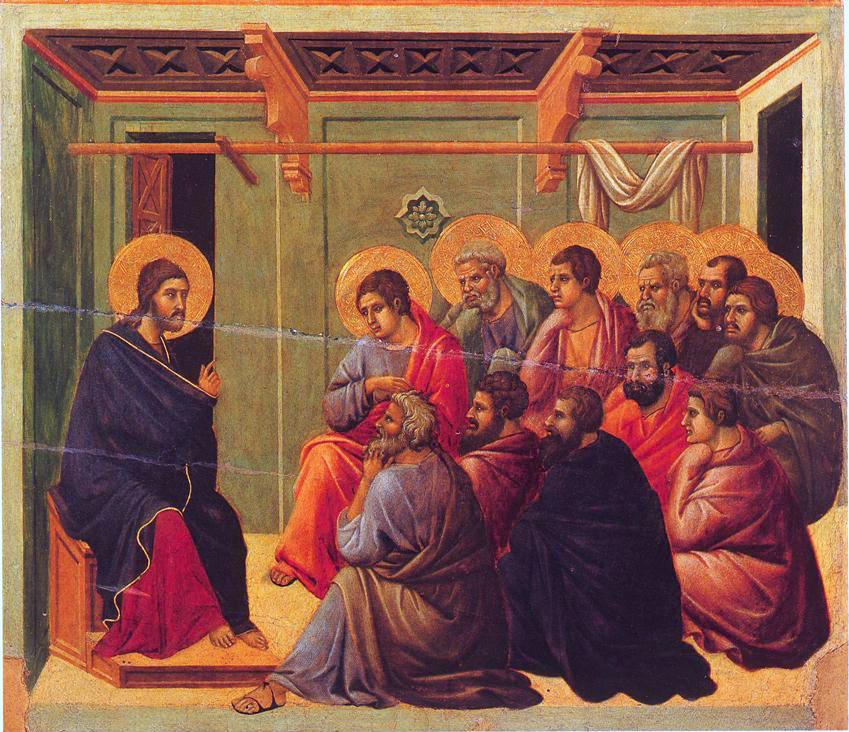
Ісус виголошує своїм одинадцятьом учням, після омивання ніг, Таємної вечері, деталь вівтаря (Дуччо ~1310)

Нова заповідь — це термін, який використовується в християнстві для опису заповіді Ісуса «любити один одного, як Він полюбив нас», яка, згідно з Біблією, була дана як частина останніх настанов у Прощальній промовідо своїх учнів після омивання ніг, Таємної вечері та того, як Юда Іскаріот покинув їх (Ів. 13:30).   
|                     | 34Нову заповідь Я вам даю: Любіть один одного! Як Я вас полюбив, так любіть один одного й ви! 35По тому пізнають усі, що ви учні Мої, як будете мати любов між собою. |
| — Ів 13:34, Хоменко | |

Ця заповідь так чи інакше згадується тринадцять разів у Новому Завіті. Теологічно вона тлумачиться як подвійна любов Христа до його послідовників.  Цю заповідь також можна розглядати як останнє бажання в Прощальній промові до своїх учнів. 

## Згадки уЄвангеліях
Нова заповідь Ісуса в Івана 13:34–35 надана після омивання ніг, Таємної вечері та відходу Юди.  Перед заповіддю в Євангелії від Івана 13:34 Ісус сказав своїм учням, що залишилися, як малим дітям, що він буде з ними лише короткий час, а потім покине їх. 
У заповіді Ісус сказав до своїх учнів: «Любіть один одного; як я полюбив вас».

Відразу після надання заповіді, перед Прощальною промовою та Архиєрейською молитвою Ісуса відбулося пророкування відречення Петра.
12Це моя заповідь, щоб ви любили один одного, як я вас полюбив!
13Ніхто неспроможен любити більше, ніж тоді, коли він за своїх друзів своє життя віддає.
14Коли ви робите все, що я вам заповідаю, то ви — друзі мої.
15Тож слугами вже не називатиму вас: слуга не відає, що його пан робить. Називаю вас друзями, бо все я вам об’явив, що чув від Отця мого.
16Не ви мене вибрали, а я вас вибрав і призначив, щоб ви йшли і плід принесли, та щоб тривав ваш плід, а й щоб усе, про що б ви тільки попросили в Отця в моє ім’я, дав вам.
17Ось, що вам заповідаю: щоб ви любили один одного! (Ів. 15:12-17, Хоменко)
У Євангелії від Луки подібне твердження згадано більш широко (після покликання 12 апостолів, під час Нагірної проповіді):
27А вам, хто слухає, Я кажу: Любіть своїх ворогів, добро робіть тим, хто ненавидить вас.

28Благословляйте тих, хто вас проклинає, і моліться за тих, хто кривду вам чинить.

29Хто вдарить тебе по щоці, підстав йому й другу, а хто хоче плаща твого взяти, не забороняй і сорочки.

30І кожному, хто в тебе просить подай, а від того, хто твоє забирає, назад не жадай.

31І як бажаєте, щоб вам люди чинили, так само чиніть їм і ви.

32А коли любите тих, хто любить вас, яка вам за те ласка? Люблять бо й грішники тих, хто їх любить.

33І коли добре чините тим, хто добро чинить вам, яка вам за те ласка? Бо те саме і грішники роблять.

34А коли позичаєте тим, що й від них сподіваєтесь взяти, яка вам за те ласка? Позичають бо й грішники грішникам, щоб одержати стільки ж.

35Тож любіть своїх ворогів, робіть добро, позичайте, не ждучи нічого назад, і ваша за це нагорода великою буде, і синами Всевишнього станете ви, добрий бо Він до невдячних і злих! (Ів. 6:27-29, Огієнко)

## Інші згадки в Новому Завіті

### Послання ап. Івана[3][4]
- 1 Ів. 2:10 : А хто любить брата свого, той пробуває у світлі, і в ньому спотикання немає.
- 1 Ів. 3:10 : Цим пізнаються діти Божі та діти дияволові: Кожен, хто праведности не чинить, той не від Бога, як і той, хто брата свого не любить!
- 1 Ів. 3:11 : Бо це звістка, яку ви чули від початку, щоб ми любили один одного
- 1 Ів. 3:23-24 : І це Його заповідь, щоб ми вірували в ім’я Його Сина Ісуса Христа і любили один одного, як Він дав нам заповідь. (А хто Його заповіді береже, той у Нім пробуває, а Він у ньому. А що в нас пробуває, пізнаємо це з того Духа, що Він нам Його дав.)
- 1 Ів. 4:7 : любімо один одного, бо любов від Бога;
- 1 Ів. 4:12 : Ніхто ніколи не бачив Бога: якщо любимо один одного, то Бог у нас перебуває, і любов Його в нас досконала.

- 2 Ів. 5-6 : Я дуже зрадів, що між дітьми твоїми знайшов таких, що ходять у правді, як заповідь ми прийняли від Отця. І тепер я благаю тебе, пані, не так, ніби пишу тобі нову заповідь, але ту, яку маємо від початку, щоб ми любили один одного! А любов ця щоб ми жили згідно з Його заповідями. Це та заповідь, яку ви чули від початку, щоб ви згідно з нею жили.[4]

Поряд з цим, 1 Ів. 2:15 : Не любіть світу, ані того, що в світі. Коли любить хто світ, у тім немає любови Отчої

### Послання ап. Павла[4]
- Рим. 12:9-10 : Любов нехай буде нелицемірна; ненавидьте зло та туліться до доброго! Любіть один одного братньою любов'ю; випереджайте один одного пошаною!
- Рим. 13:8-10 : Не майте жодних боргів ні у кого, крім боргу взаємної любови, бо той, хто любить другого, виконав закон. Бо заповіді: Не чини перелюбу, Не вбивай, Не кради, Не свідкуй неправдиво, Не пожадай й які інші, вони містяться всі в цьому слові: Люби свого ближнього, як самого себе! Любов не чинить зла ближньому, тож любов виконання Закону.
- 2 Сол 4:9-10 : А щодо братньої любови, то ви не потребуєте, щоб до вас писати: самі бо ви навчені від Бога любити один одного, і це чините супроти всіх братів по всій Македонії. Та ми благаємо вас, брати, досягати в цьому дедалі більшого поступу.
- 1 Кор 13:13 : А тепер залишаються віра, надія, любов, оці три. А найбільша між ними любов!
- 1 Кор 16:14 : хай з любов'ю все робиться в вас!

### Послання ап. Петра[4]
- 1 Петр. 1:22-23 : Послухом правді очистьте душі свої через Духа на нелицемірну братерську любов, і ревно від щирого серця любіть один одного,
- 1 Петр. 4:7-8 : Будьте гостинні[8] один до одного без нехоті! Найперше майте щиру любов один до одного, бо любов покриває багато гріхів!

### Перше послання ап. Івана
1 Івана відображає тему любові як наслідування Христа: «Ми любимо, бо Він перше полюбив нас» (1 Ів 4:19). 

## Старий Заповіт
«Не кажи: Надолужу я зло! май надію на Господа, і Він допоможе тобі.» (Пр 20:22)
16Не ходитимеш обмовляти поміж земляків твоїх і не будеш байдужим, як буде в небезпеці твій сусід: я — Господь.

17Не будеш ненавидіти брата твого в твоїм серці; докориш щиро ближньому твоєму, щоб не взяти на себе його гріха.

18Не будеш мститися і не будеш злопам’ятним супроти твоїх земляків. Любитимеш ближнього твого, як самого себе: я — Господь. (Левит 19:16-18, Хоменко)
2Бо губи грішні й лукаві вони на мене розпустили, брехливим язиком зо мною говорили;

3і словами ненависти мене обступили, зо мною воювали без причини.

4За любов мою вони зо мною ворогують; я ж молюся. (Пс. 109:3-4, Хоменко)

## Трактування
«Нова Заповідь» стосується любові до ближнього і подібна до другої частини Найбільшої (Великої) Заповіді Закону: любити Бога та любити ближнього. Перша частина Великої Заповіді посилається на Повт. 6:4-5, розділ Тори, який читається на початку єврейської молитви, відомої як Шма Ізраель. Друга частина Великої заповіді, яка схожа на «Нову заповідь», наказує любити ближнього і базується на Лев. 19:18 :
|                            | І спитався один із них, учитель Закону, Його випробовуючи й кажучи: Учителю, котра заповідь найбільша в Законі? Він же промовив йому: Люби Господа Бога свого всім серцем своїм, і всією душею своєю, і всією своєю думкою. Це найбільша й найперша заповідь. А друга однакова з нею: Люби свого ближнього, як самого себе. На двох оцих заповідях увесь Закон і Пророки стоять. |
| — Матвія 22:35-40, Огієнко | |

За словами Скотта Хана, у той час як Тора наказує людську любов, Ісус наказує божественну любов один до одного, яка ґрунтується на його власних діях милосердя: зціленнях, воскресіннях, насиченнях великої кількості народу та інших чудесах Христа. 
«Нова заповідь», як стверджується в Біблійному коментарі Вікліфа, «була новою в тому, що любов мала виявлятися до інших не тому, що вони належали до однієї нації, а тому, що вони належали Христу... і любов Христа, яку учні бачили... буде свідченням світові». 
Одним із нововведень цієї заповіді – можливо, виправдовуючи її визначення як Нової – є те, що Ісус «представляє себе як стандарт любові».  Звичайним критерієм було «як себе любиш». Однак Нова Заповідь виходить за рамки «як ти любиш себе», як це міститься в етиці взаємності (золоте правило моралі), і розширює її до «як Я полюбив тебе», використовуючи Любов Христа до Його учнів як нову модель. 

## Дивіться також
- Таємна вечеря, Прощальна промова[en], Відречення Петра[ru]
- Любов (християнство), Любов Христа[en]
- Найбільша Заповідь Закону
- Заповіді Христа
- Учні (Християни)[en]
- Золоте правило моралі
- Наслідування Христа[en], Про наслідування Христа (трактат, 1418)
- І правда зробить вас вільними (Ів 8:32)[en]